# Frédéric Bulot
Frédéric Bulot (født 27. september 1990) er en gabonesisk fodboldspiller. Han er medlem af Gabons fodboldlandshold.
Han har spillet 23 landskampe for Gabon.